# مأسدة المجاهدين
مأسدة المجاهدين كانت منظمة فلسطينية مرتبطة بتنظيم القاعدة تعمل داخل قطاع غزة.

## التاريخ
برزت المجموعة لأول مرة بعد نشر مقطع فيديو على الإنترنت يظهرهم وهم يسقطون قنبلة على مدينة سديروت الإسرائيلية. وهذا ما دفع سلاح الجو الإسرائيلي إلى تنفيذ غارات جوية ضد جماعة مأسدة المجاهدين في قطاع غزة. في أعقاب الاشتباكات مع قوات الدفاع الإسرائيلية، بدأت منظمة جهادية أخرى في قطاع غزة، جيش الأمة (المعروف أيضًا باسم جيش الأمة )، في قتال جماعة مأسدة المجاهدين بسبب عدم الموافقة على أنشطتها. وفي وقت لاحق من ذلك العام، أنشأت جماعة مأسدة المجاهدين جناحًا إعلاميًا للدعاية يُدعى «رياح»، والذي كان يعمل في البداية على جوجل+ حتى تم إغلاق حسابه. ثم نقلت المجموعة عملياتها إلى الفيسبوك، حيث أنشأت مديحًا أسامة بن لادن، وعطية الله، وأبو يحيى الليبي.

### الهجمات في إسرائيل
وبعد شهرين من الهجوم بالقنابل، هددت جماعة مأسدة المجاهدين بشن المزيد من «العمليات» في إسرائيل. وفي وقت لاحق من ذلك اليوم، أعلنوا مسؤوليتهم عن حريق قطار في حيفا. وبعد أيام قليلة، أعلنوا أيضًا مسؤوليتهم عن حريق سفينة شحن في إيلات. في يوليو 2011، أعلنوا مسؤوليتهم عن حريق الغابات في القدس وحريق ألفي منشيه. في أكتوبر 2011، أعلنوا مسؤوليتهم عن هجمات حرق متعمد متعددة في إسرائيل. في نوفمبر/تشرين الثاني 2011، أعلنوا مسؤوليتهم عن هجوم حرق متعمد على مصنع كيميائي مملوك للحكومة الإسرائيلية، وفي ديسمبر/كانون الأول، أعلنوا مسؤوليتهم عن هجوم حرق متعمد على مركز صناعي. وفي عام 2012، أعلنوا مسؤوليتهم عن هجوم حرق متعمد في بئر يعقوب وأشعلوا النار في قاعدة عسكرية في عسقلان، مملوكة لقوات الدفاع الإسرائيلية. وفي وقت لاحق من ذلك الشهر، أعلنوا مسؤوليتهم عن هجوم حرق متعمد على مصنع للطائرات في حيفا وحريق سكني في نفس المدينة. في مايو/أيار 2012، أعلنوا مسؤوليتهم عن سلسلة من الحرائق وهجمات الحرق العمد في شمال إسرائيل، بما في ذلك بعض الهجمات في مرتفعات الجولان. وفي اليوم التالي، أعلنوا أيضًا مسؤوليتهم عن هجمات نارية استهدفت حراس جيش الدفاع الإسرائيلي.

### الهجمات في فلسطين وعلى حماس
بعد شهر من حريق سفينة الشحن، هاجمت حركة مأسدة المجاهدين جنود منظمة التحرير الفلسطينية في أعقاب بدء فلسطين مفاوضات برية مع إسرائيل. وبدأت المجموعة أيضًا في تنفيذ هجمات خفيفة على حماس ردًا على معاملتها لأسرى الحرب والمعتقلين النظاميين. في عام 2012، اتهمت جماعة مأسدة المجاهدين حماس بالمسؤولية عن مقتل زعيم الجهاد السلفي هشام السعيدني، ثم هددت ونفذت هجمات ضد حماس.

### حرائق الغابات في أريزونا وحرائق الغابات في نيفادا
في عام 2012، حاولت جماعة مأسدة المجاهدين إعلان مسؤوليتها عن حرائق الغابات في ولاية نيفادا، لكن ادعائها تم دحضه لاحقًا.
في عام 2013، خلال إحدى حرائق الغابات في أريزونا، أعلنت جماعة مأسدة المجاهدين مسؤوليتها عن الحريق بقولها: «لقد أوفت جماعة مأسدة المجاهدين بوعدها وهاجمت أمريكا مرة أخرى بعد انتهاء المدة بحرائق حققت نتائج تاريخية». كما احتفلوا أيضًا بوفاة 19 من رجال الإطفاء الذين كانوا يحاولون إخماد حرائق الغابات. ومع ذلك، رفضت السلطات المحلية في ولاية أريزونا ادعاء المنظمة.